# Muray Miklós
Muray Miklós (Mandl Miklós, Nickolas Muray) (Szeged, 1892. február 15. – New York, 1965. november 2.) magyar származású amerikai fényképész és olimpiai kardvívó.

## Pályafutása

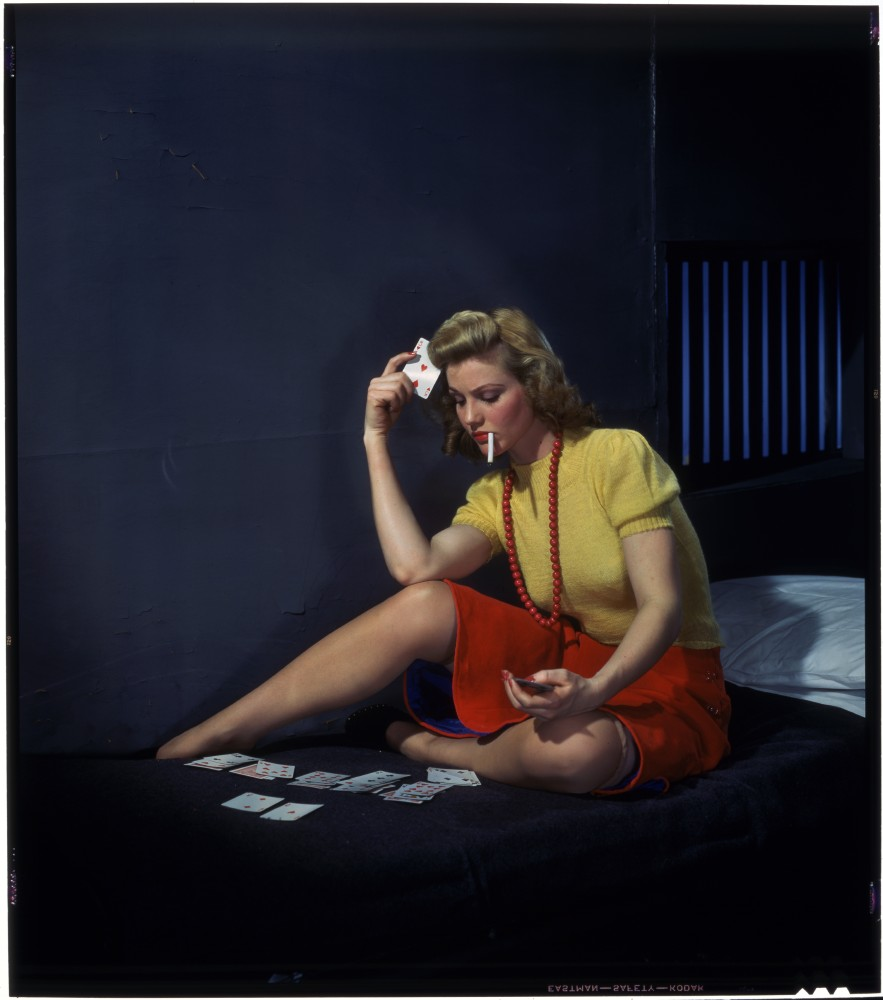
Muray Miklós: Pasziánszozó nő a börtönben (1950 körül)

Mandl Sámuel szatócs és Lővit Klára gyermekeként született. Muray 12 éves korától Budapesten egy képzőművészeti gimnáziumban litográfiát, fotósokszorosítást és fényképészetet tanult, majd 17 éves korától már egy müncheni főiskolára járt. Miután megszerezte a nemzetközi fotósokszorosítói képesítést, három évig Berlinben tanulmányozta a háromszíneljárásokat, egyebek között itt tanulta meg a színszűrők készítését is. Tanulmányai befejeztével az Ullstein kiadóvállalatnál helyezkedett el.
1913-ban, az első világháború fenyegető közeledtével, Muray áthajózott New Yorkba, ahol Brooklynban egy színes nyomdában kapott munkát.
1920-ban Greenwich Village-i otthonában megnyitotta portréstúdióját, miközben megtartotta gravírozói főállását is. 1921-ben a "Harper's Bazaar"-tól kapott megbízást, hogy készítsen portrét egy híres Broadway-színésznőről, Florence Reed-ről; ezután nem sokkal már havonta jelentek meg fotói a Harper's Bazaar-ban, és feladhatta gravírozói állását.
Muray hamarosan elismert portréfényképésszé vált, New York szinte összes hírességét lefotózta. 1926-ban, a Vanity Fair Londonba, Párizsba, és Berlinbe küldi Murayt, hogy ott hírességeket fotózzon, majd 1929-ben felkérték, hogy Hollywoodban fotózza a mozi akkori csillagait. Divat- és reklámfotókat is készített. Muray képei sok más kiadványban is megjelentek, így a Vogue, Ladies' Home Journal magazinokban és a The New York Times-ban.
Muray az USA színeiben kardvívásban vett részt az 1928. évi nyári olimpiai játékokon és az 1932. évi nyári olimpiai játékokon.
1920 és 1940 között Muray Miklós több mint 10 000 portrét készített. Amikor a világhírű mexikói festőnő, Frida Kahlo 1938-ban New Yorkban tartózkodott, mert a Julien Levy Gallery-ben rendeztek neki kiállítást, Muray portrékat készített róla, amelyek később a legismertebb és legkedveltebb munkáivá váltak. Muray és Kahlo 1939-ben éppen egy tíz éve tartó szerelmi viszony csúcsán voltak, amikor a portrék készültek. A viszonyuk még 1931-ben kezdődött, miután Muray elvált második feleségétől és röviddel azután, hogy Kahlo hozzáment Diego Riverához, a híres mexikói festőhöz. A kapcsolat túlélte mind Muray harmadik házasságát, mind Kahlo válását majd újraházasodását Riverával, melyet követően egy évvel, 1941-ben szakítottak véglegesen. Muray el akarta venni Fridát, de miután nyilvánvalóvá vált, hogy Kahlo csak szeretőnek akarta őt és nem férjnek, Muray végleg otthagyta és elvette negyedik feleségét, Peggy Murayt. Ennek ellenére ő és Kahlo az utóbbi 1954-es haláláig jó barátok maradtak.
A piac összeomlása után Muray elfordult a hírességek és színházi előadások fotózásától és kísérletező fényképész lett, nevéhez fűződik a színes reklámokkal kapcsolatban kialakult számos konvenció. Őt tartják a karbonnyomatok mesterének. Utolsó nyilvános portréit Dwight D. Eisenhowerről készítette az 1950-es években.
Neves műgyűjtő volt, a huszadik századi mexikói festménygyűjteménye volt a legjelentősebb. Ezenkívül rendszeresen közölt cikkeket a "Dance" magazinban.